# 短芒草
短芒草（学名：Aristida brevissima）为禾本科三芒草属的植物，为中国的特有植物。分布在中国大陆的西藏等地，生长于海拔3,030米的地区，一般生于山坡，目前尚未由人工引种栽培。